# Aubeterre-sur-Dronne
Aubeterre-sur-Dronne (okzitanisch Aubaterra) ist eine aus dem Hauptort sowie drei Weilern (hameaux) und einigen Einzelgehöften (fermes) bestehende südwestfranzösische Gemeinde mit 318 Einwohnern (Stand 1. Januar 2022) im Département Charente in der Region Nouvelle-Aquitaine (zuvor Poitou-Charentes). Der Ort ist als eins der „Schönsten Dörfer Frankreichs“ eingestuft.

## Lage und Klima
Aubeterre-sur-Dronne liegt am Fluss Dronne im äußersten Süden des Départements Charente in einer Höhe von ca. 45 bis 90 m. Der Ort befindet sich etwa 50 km (Fahrtstrecke) südlich von Angoulême; die Stadt Périgueux liegt etwa 52 km östlich. Die sehenswerten Nachbarorte Saint-Aulaye und Chalais befinden sich etwa 10 km südlich bzw. 12 km westlich. Das Klima ist gemäßigt; Regen (ca. 870 mm/Jahr) fällt übers Jahr verteilt.

## Bevölkerungsentwicklung
| Jahr      | 1800 | 1851 | 1901 | 1954 | 1999 | 2015 |
| Einwohner | 775  | 714  | 714  | 489  | 365  | 391  |

Der kontinuierliche Bevölkerungsrückgang im 20. Jahrhundert ist im Wesentlichen auf die Mechanisierung der Landwirtschaft und die Aufgabe von bäuerlichen Kleinbetrieben zurückzuführen.

## Wirtschaft
Die Einwohner des Ortes leben hauptsächlich von der Land- und Forstwirtschaft sowie von Handwerk und Kleinhandel. Aber auch die Vermietung von Ferienhäusern und -wohnungen (gîtes) spielt eine wichtige Rolle im Wirtschaftsleben der kleinen Gemeinde.

## Geschichte
Zur Geschichte von Aubeterre ist nur wenig bekannt: Die Felsenkirche entstand im 7./8. Jahrhundert, wurde jedoch im 12. Jahrhundert erweitert. Eine hochmittelalterliche Burg existierte ebenso wie eine reich gestaltete romanische Kirche. Im Hundertjährigen Krieg (1337–1453) wurden der Ort und seine Burg zeitweise von den Engländern eingenommen (1346). Im ausgehenden Mittelalter war der Ort Gerichtssitz für 19 Pfarrbezirke und weitere 40 Weiler in der Umgebung.

## Sehenswürdigkeiten

### Höhlenkirche St-Jean
Die aus dem Felsgestein herausgehauene Kirche St-Jean ist seit 1912 als Monument historique ausgewiesen.

### Sonstige

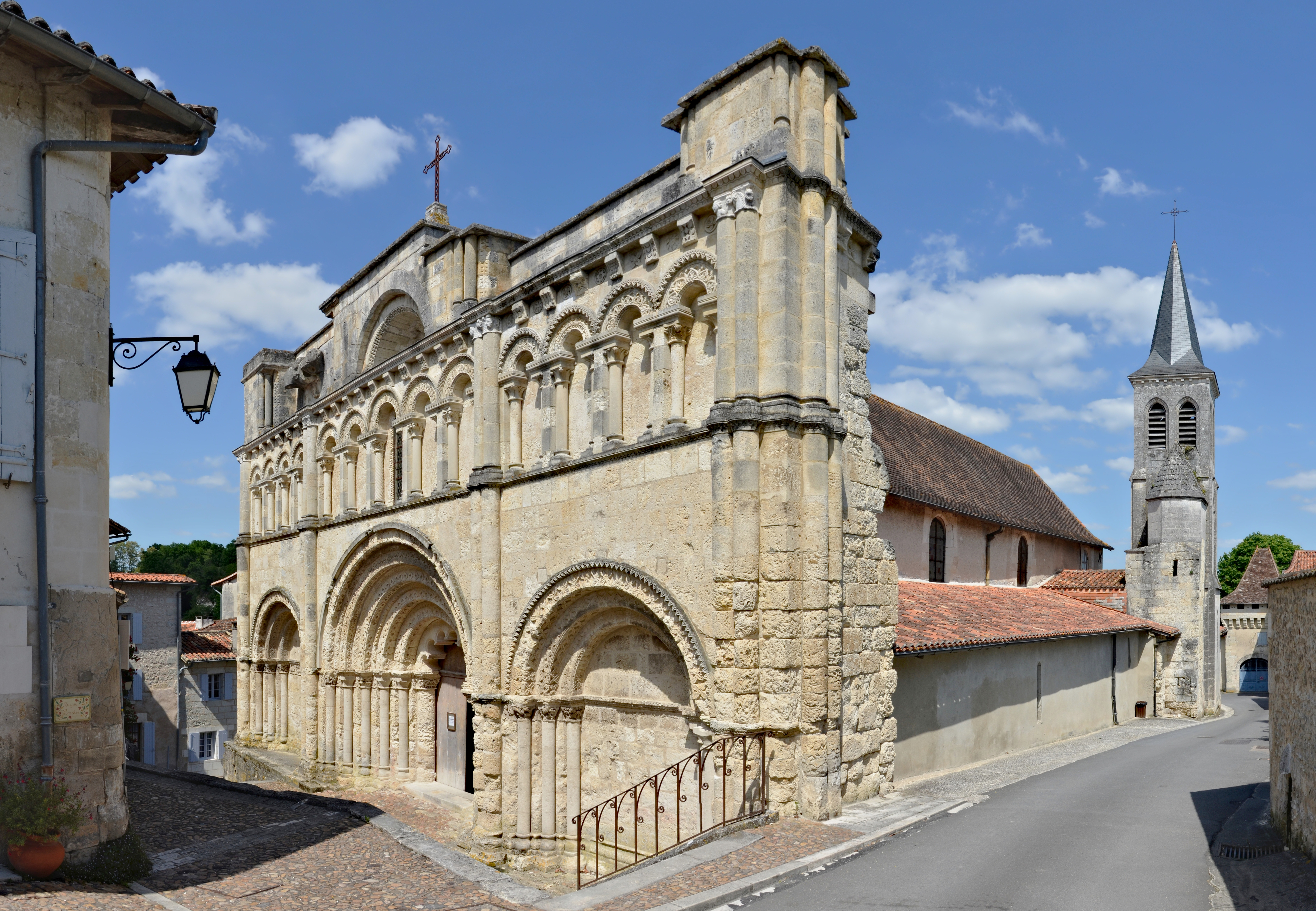
Fassade der Kirche Saint-Jacques

- Die Pfarrkirche Saint-Jacques mit ihrer breitgelagerten Westfassade stammt aus dem 12. Jahrhundert. Gleich zu Beginn der Hugenottenkriege (1562–1598) wurde die ursprünglich dreischiffige Kirche zerstört; nur die Fassade blieb erhalten. Im 17. Jahrhundert baute man das Kirchenschiff mit äußerst sparsamen Mitteln wieder auf. Die Portalzone mit ihrem tiefgestaffelten Archivoltenportal und zwei seitlichen Blendportalen ist nach einem Triumphbogenschema gestaltet. Das Portal schließt in einem – an die maurische Architektur erinnernden – Vielpassbogen (vgl. Celles-sur-Belle). In der Zone darüber verläuft eine dreizehnteilige Blendarkadengalerie, deren mittlerer Bogen leicht erhöht und von einem Fenster durchbrochen ist. In Höhe der Kapitelle des Portals verläuft ein Fries mit Darstellungen der Tierkreiszeichen und Monatsarbeiten. Die Fassade der Kirche ist seit 1862 als Monument historique[4] anerkannt.

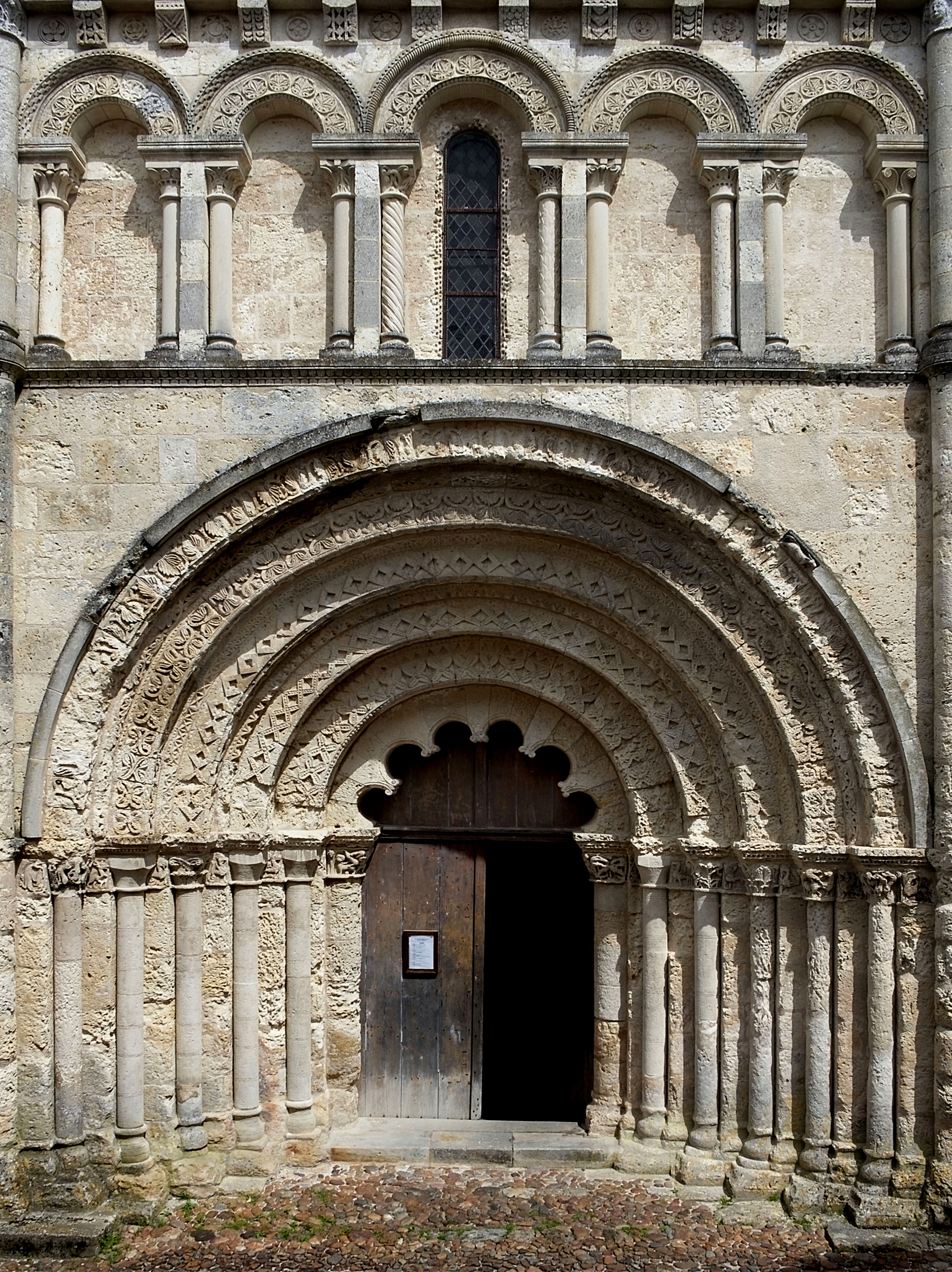
Portal
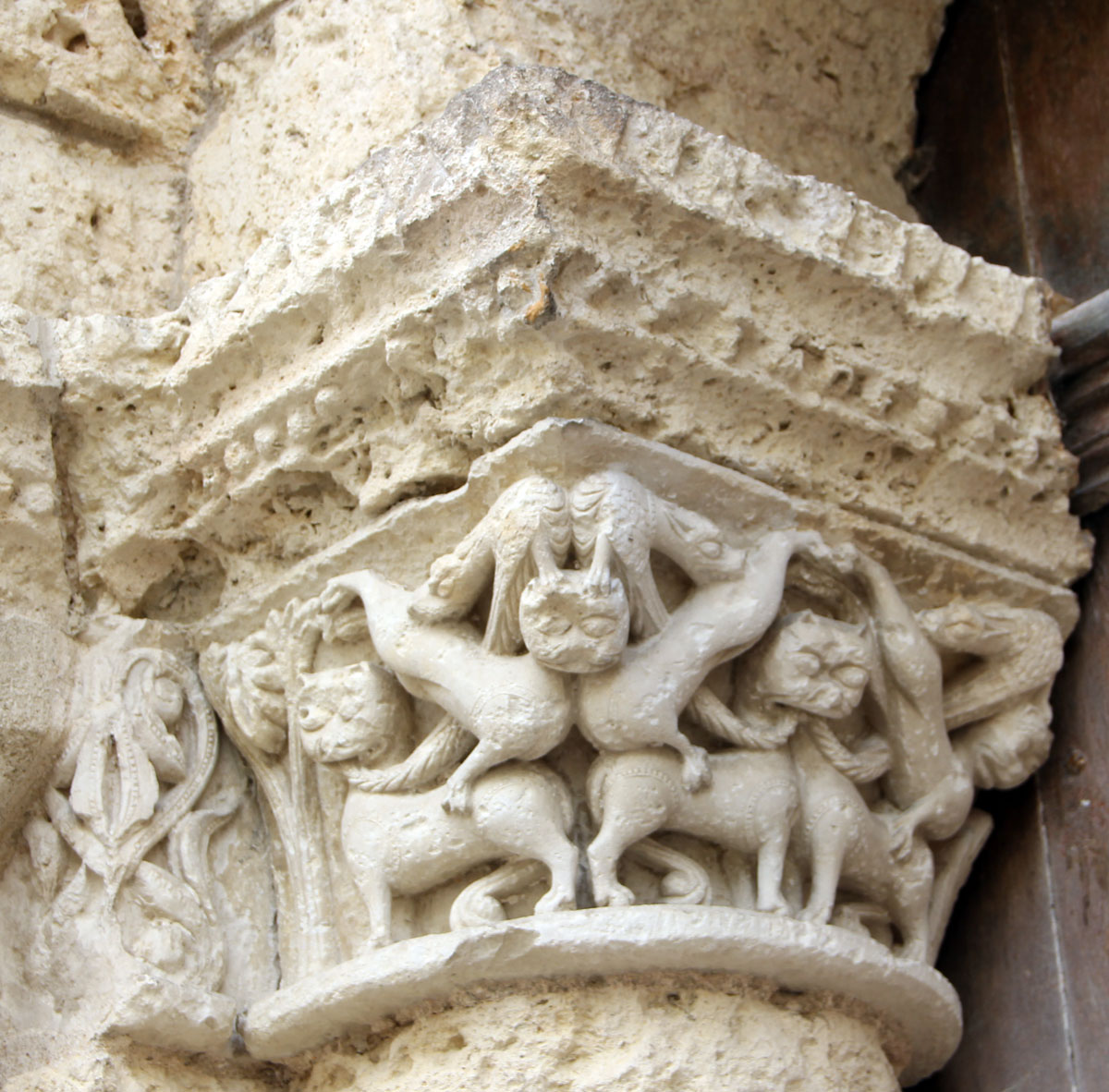
Bestienkapitell
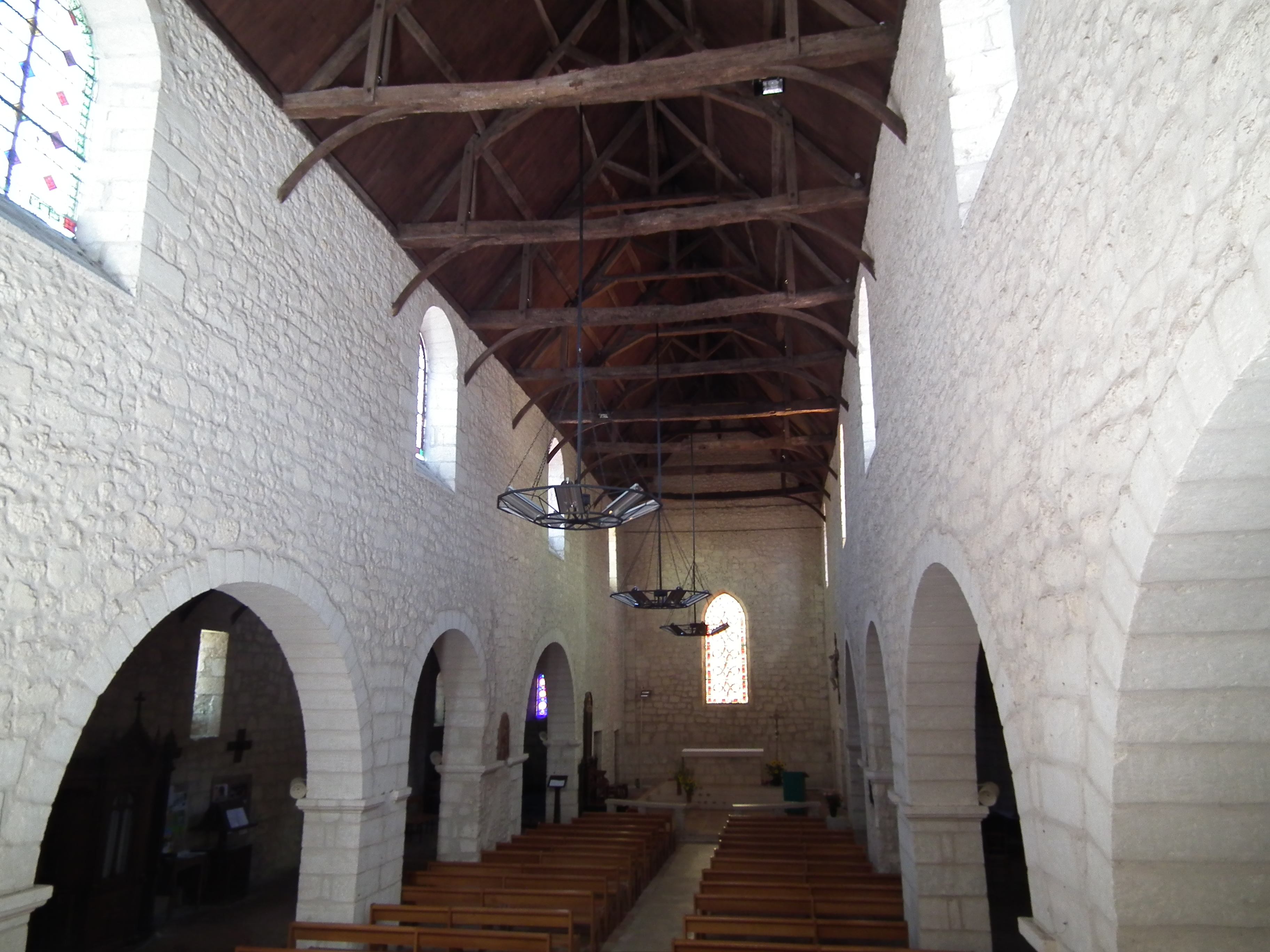
Kirchenschiff
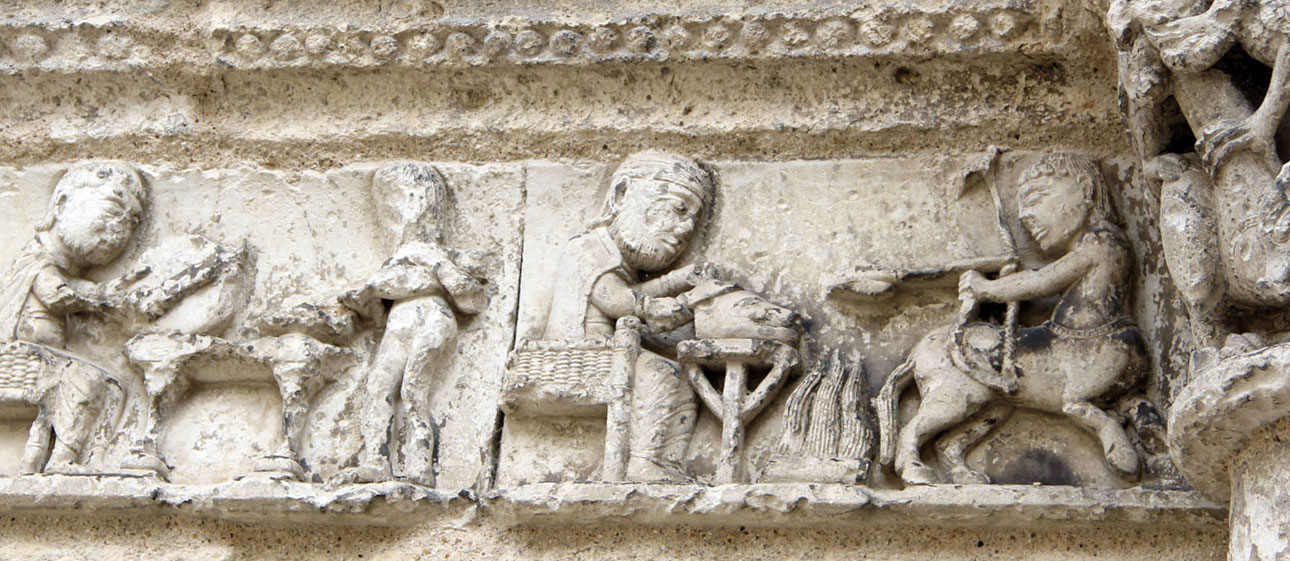
Fries mit Monatsarbeiten und Tierkreiszeichen

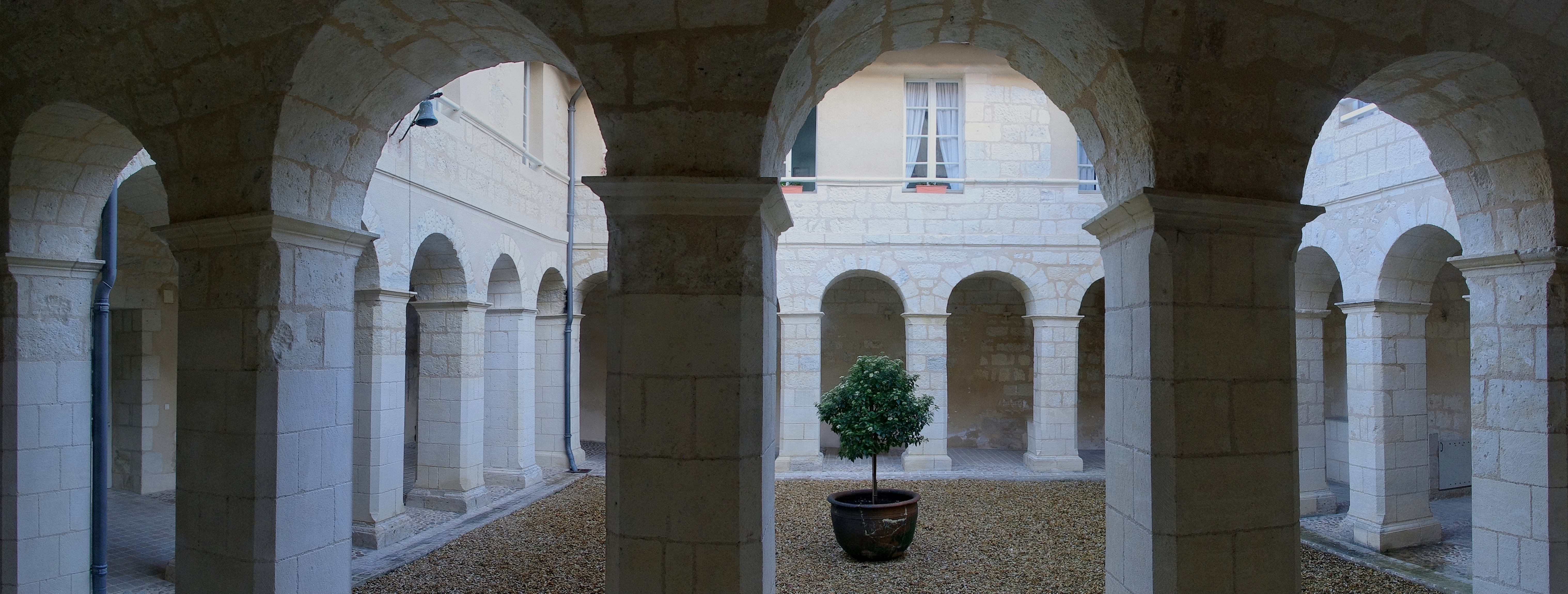
Kreuzgang des Konvents

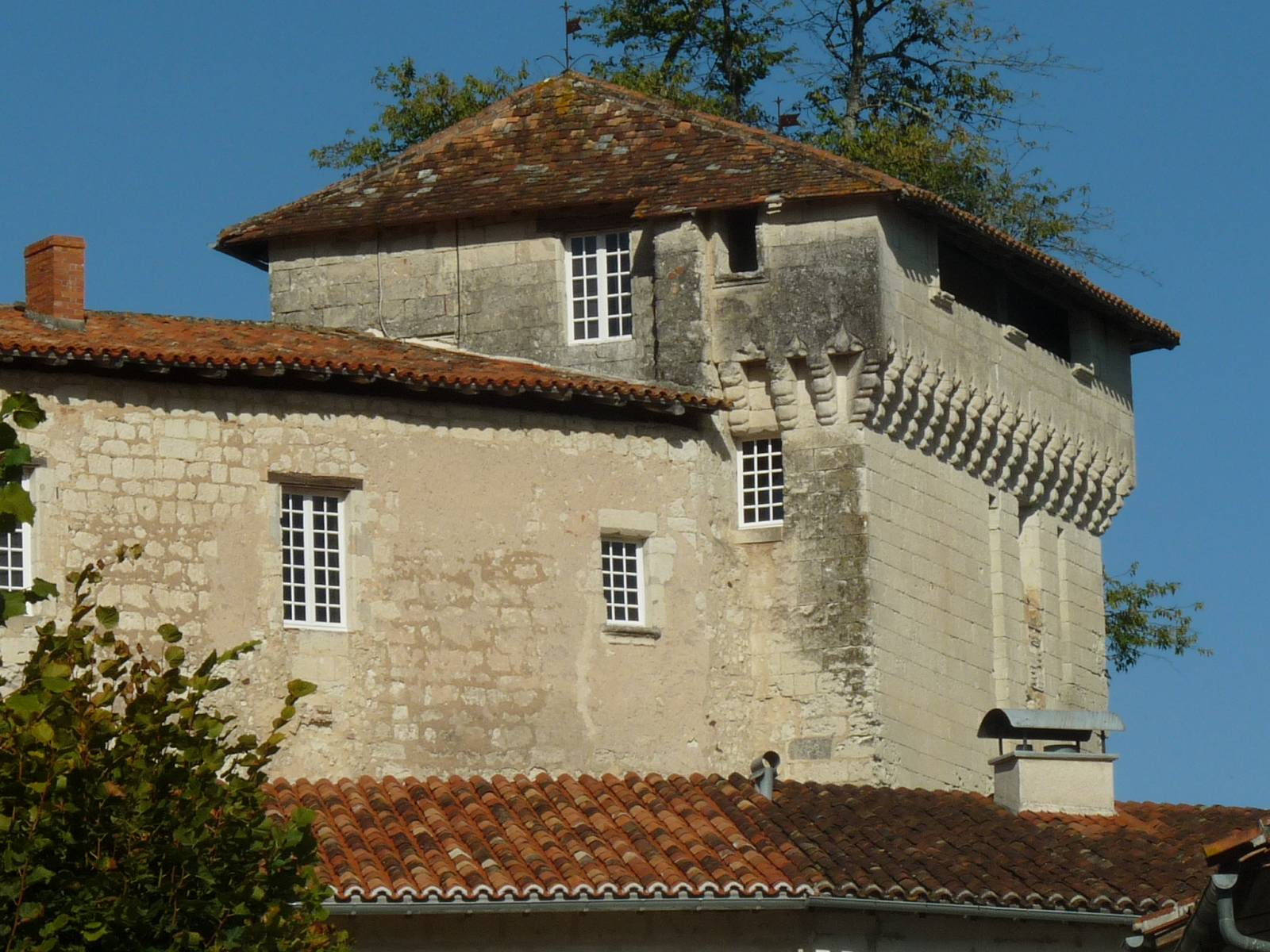
Torburg (Châtelet)

- Der Konvent der ‚mindersten Brüder‘ (Couvent des Minimes) des Paulanerordens wurde in der ersten Hälfte des 17. Jahrhunderts erbaut. Kapelle und Kreuzgang sind von einer außergewöhnlich schlichten und klaren Einfachheit. Der heute als Altersheim genutzte Gebäudekomplex ist seit 1991 als Monument historique[5] ausgewiesen; Teile können besichtigt werden.

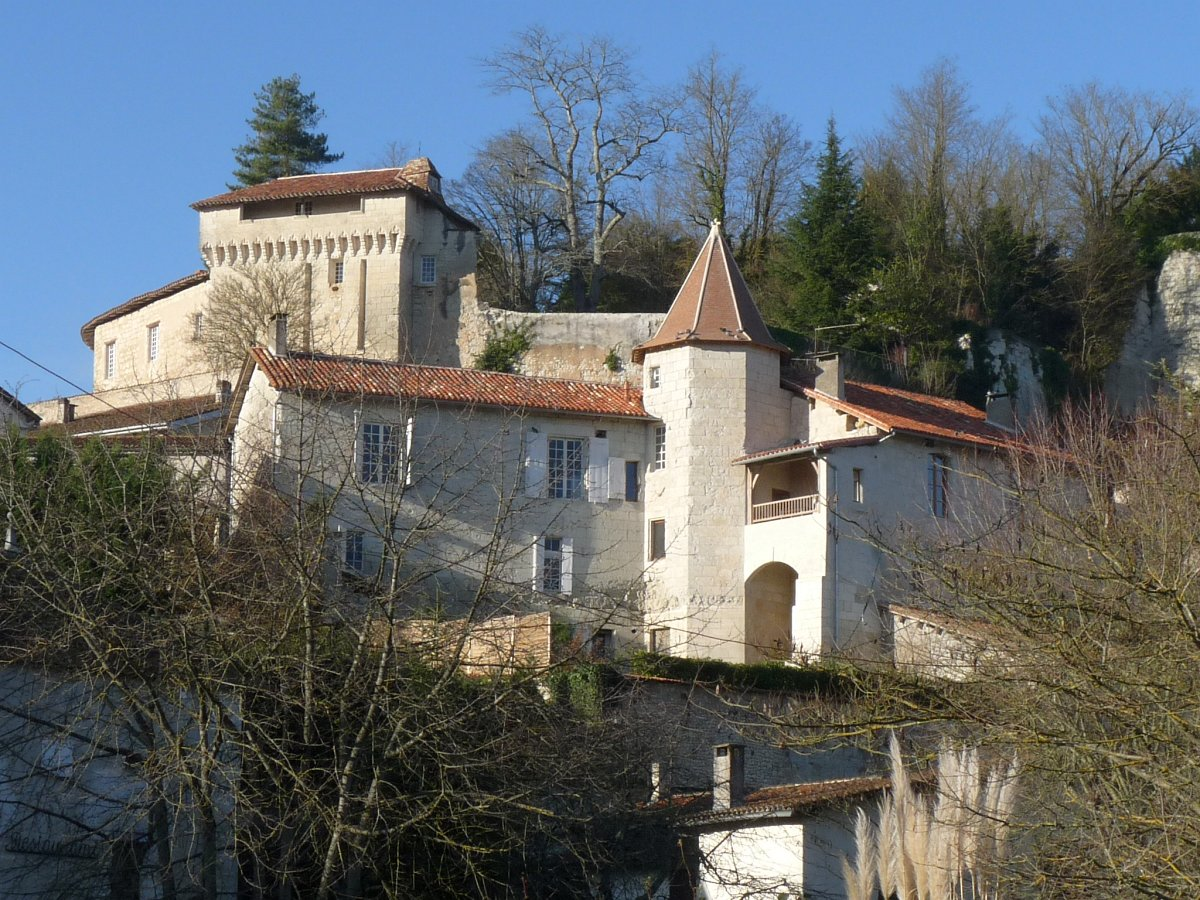
Château

- Die auf einem Hügel (butte) erbaute und in einer Urkunde des Jahres 1004 erstmals erwähnte Burg (Château d’Aubeterre) stammt in Teilen noch aus dem 11. bis 13. Jahrhundert. Seine heutige Gestalt erhielt es jedoch im Wesentlichen im 16. Jahrhundert. Markantester Bauteil ist die Torburg (châtelet) mit ihrem Wehrgang (mâchikoulis); im Mauerwerk sind deutlich die Aussparungen einer Zugbrücke zu erkennen – vor dem Tor muss sich folglich ein Wassergraben befunden haben. Das  in Privatbesitz befindliche Schloss ist seit 1973 als Monument historique[6] ausgewiesen.

## Sonstiges
In den Jahren 2010 und 2012 diente Aubeterre als Hintergrund und Drehort der französischen Fernsehserie La Nouvelle Maud.

## Persönlichkeiten
- Joseph Henri Bouchard d’Esparbès de Lussan (1714–1788) war Marquis von Aubeterre und Marschall von Frankreich.
- Ludovic Trarieux (1840–1904), Begründer der Französischen Liga für Menschenrechte, wurde in Aubeterre geboren.
- Pierre Véry (1900–1960), Schriftsteller und Drehbuchautor, wurde in Bellon, nahe Aubeterre, geboren und hatte hier einen Wohnsitz, der zu einem kleinen Museum umgestaltet wurde.